# Stolberg (Észak-Rajna-Vesztfália)
Stolberg város Németországban, azon belül Észak-Rajna-Vesztfália tartományban. Lakosainak száma 56 584 fő (2023. december 31.). Stolberg Aachen, Eschweiler, Langerwehe, Hürtgenwald, Simmerath és Roetgen községekkel határos.

## Városrészei
A 17 városrész: Atsch, Breinig, Breinigerberg, Büsbach, Donnerberg, Dorff, Gressenich, Mausbach, Münsterbusch, Oberstolberg, Schevenhütte, Unterstolberg, Venwegen, Vicht, Vicht-Breinigerberg, Werth und Zweifall.

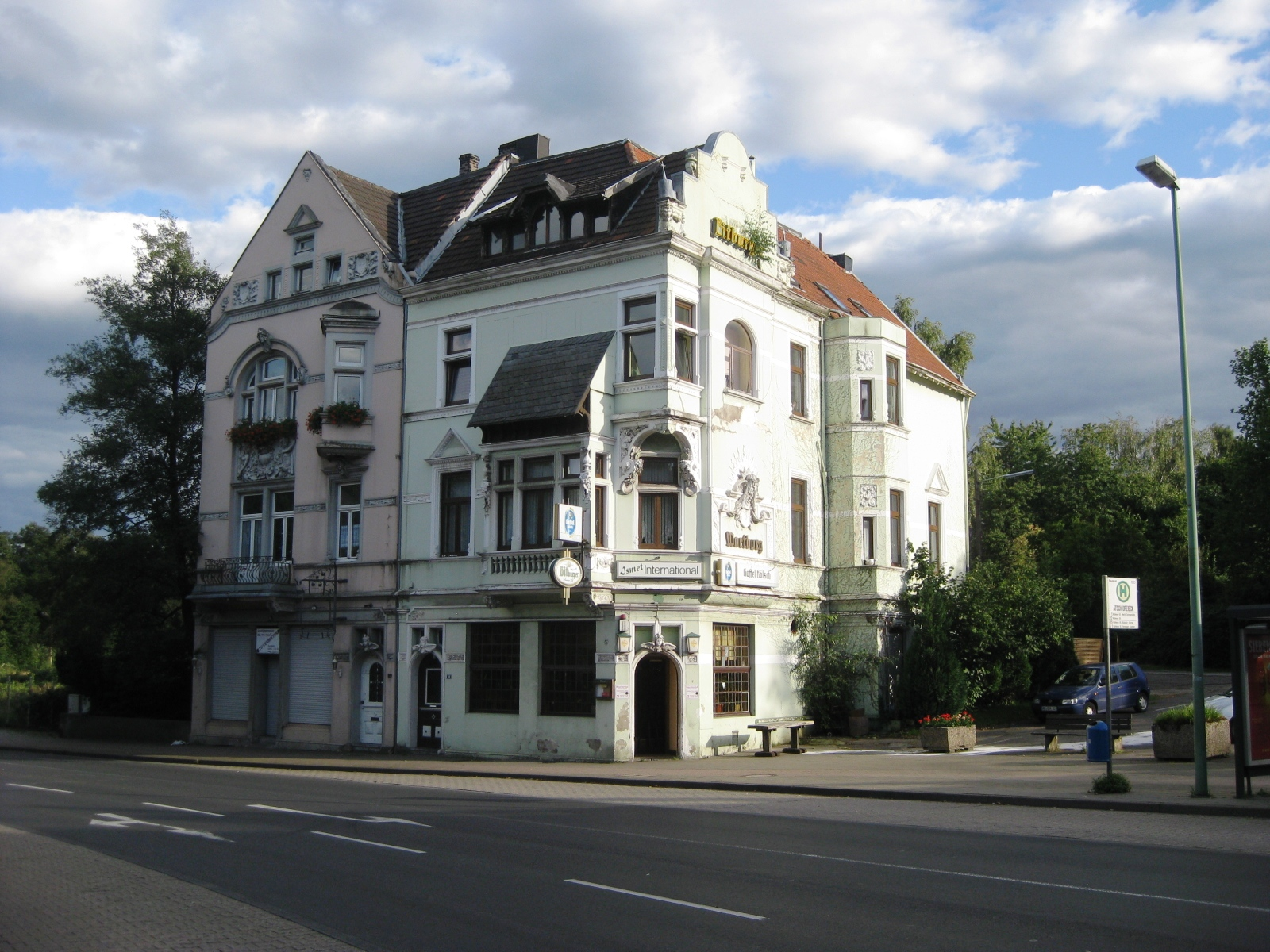
Atsch
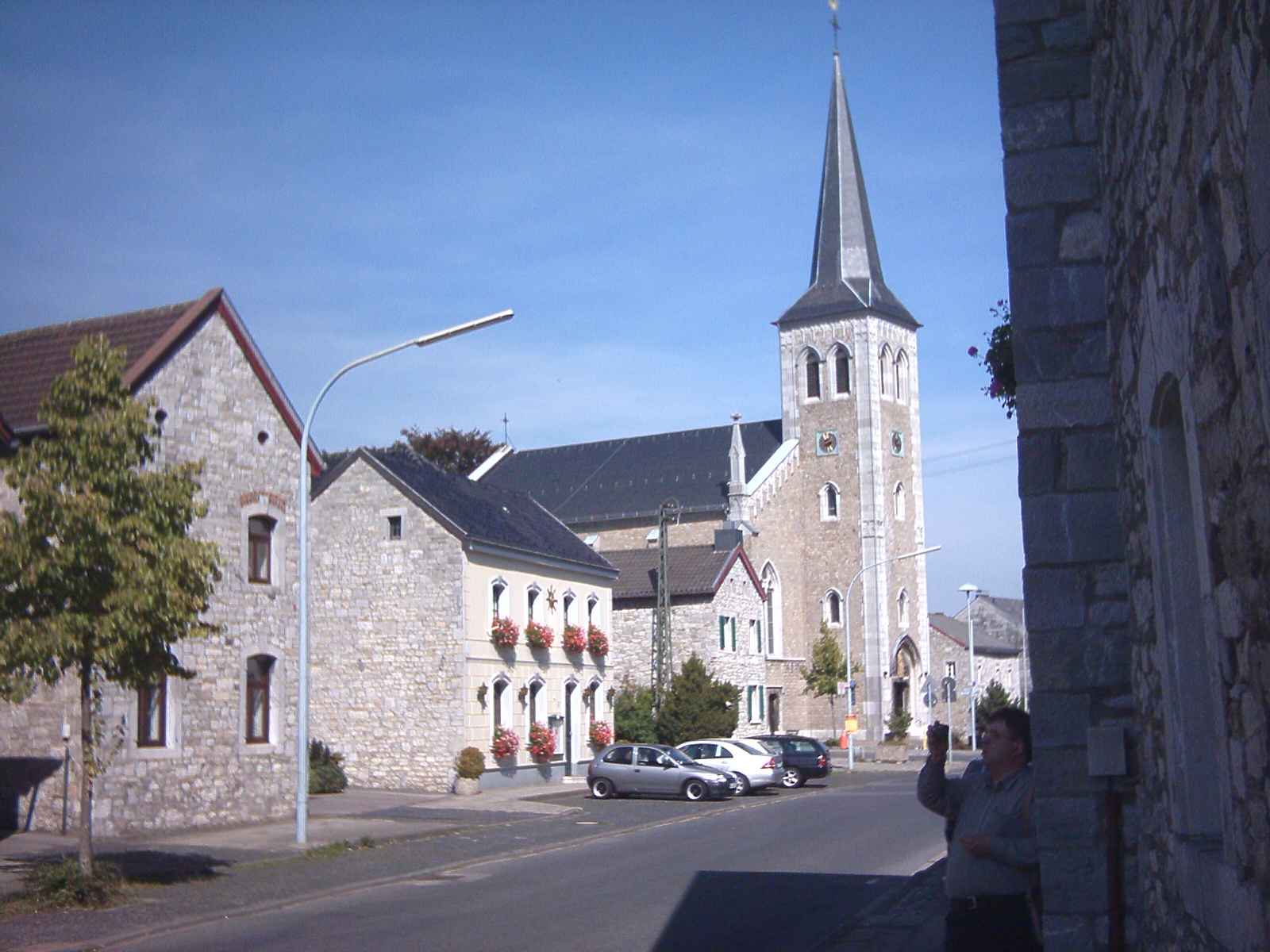
Breinig
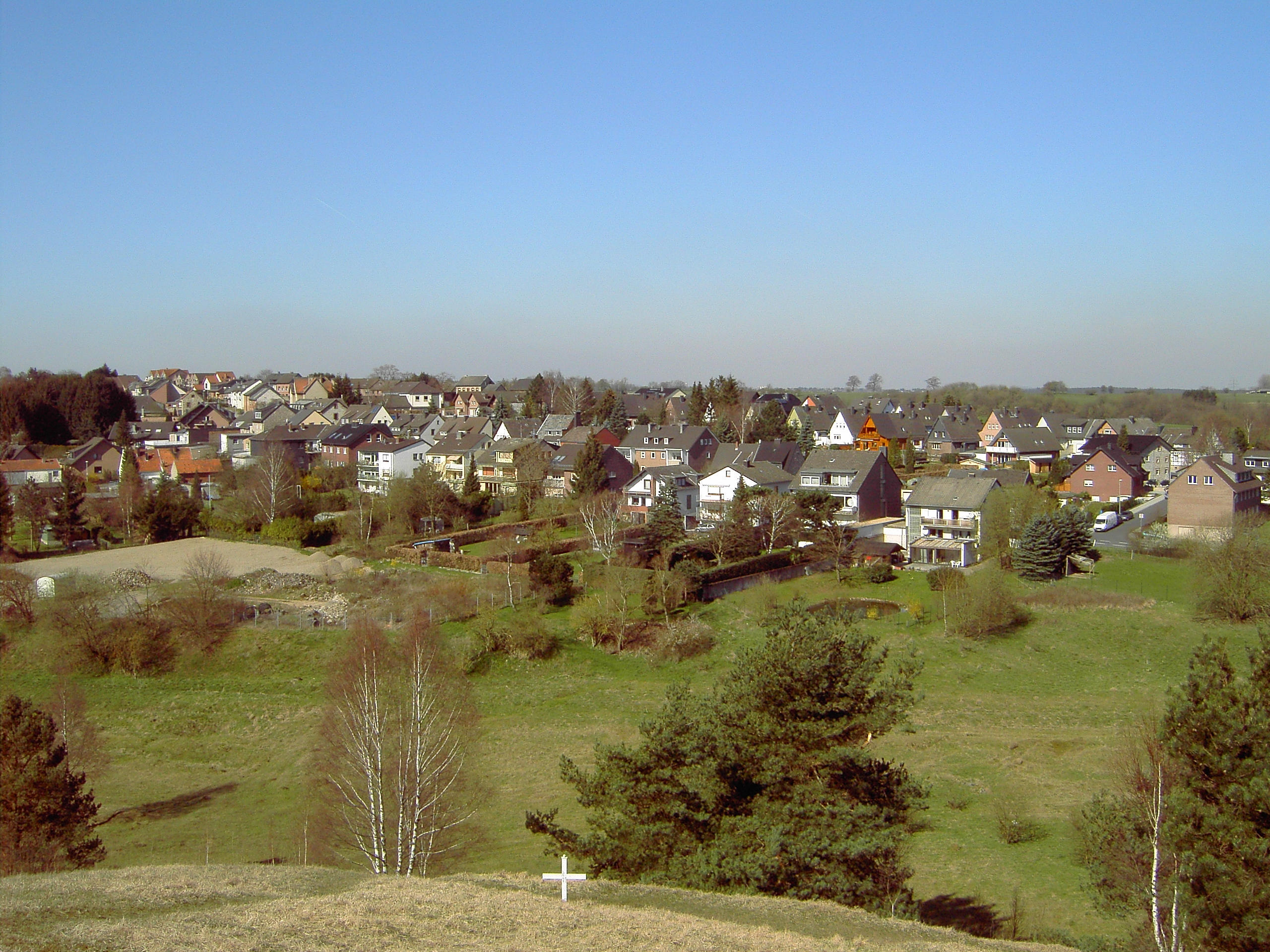
Breinigerberg
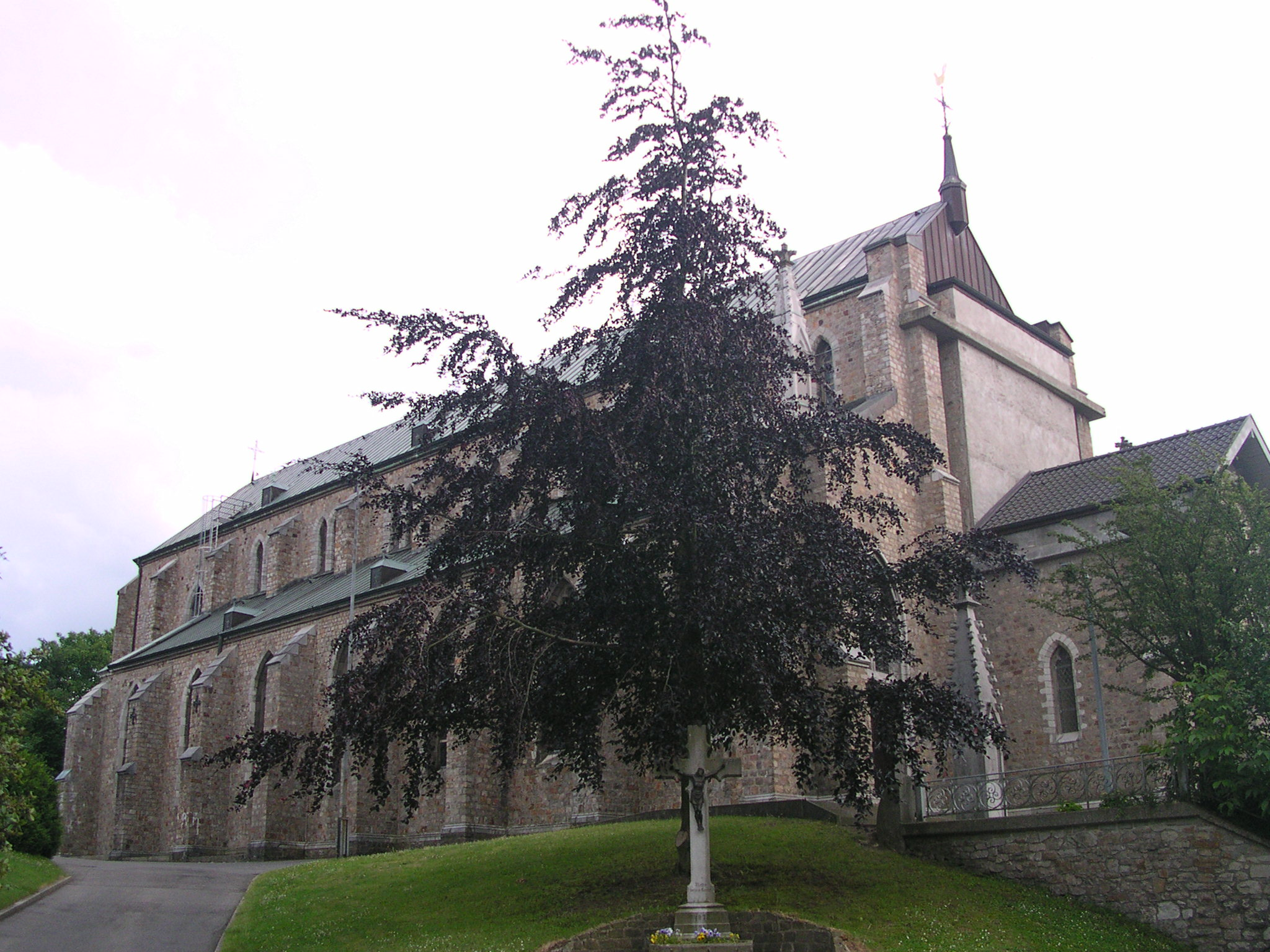
Büsbach
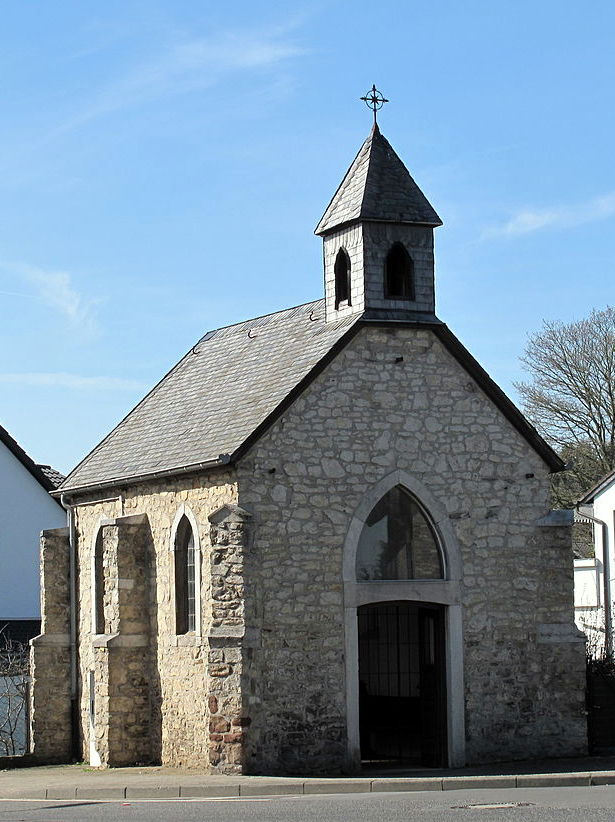
Gressenich
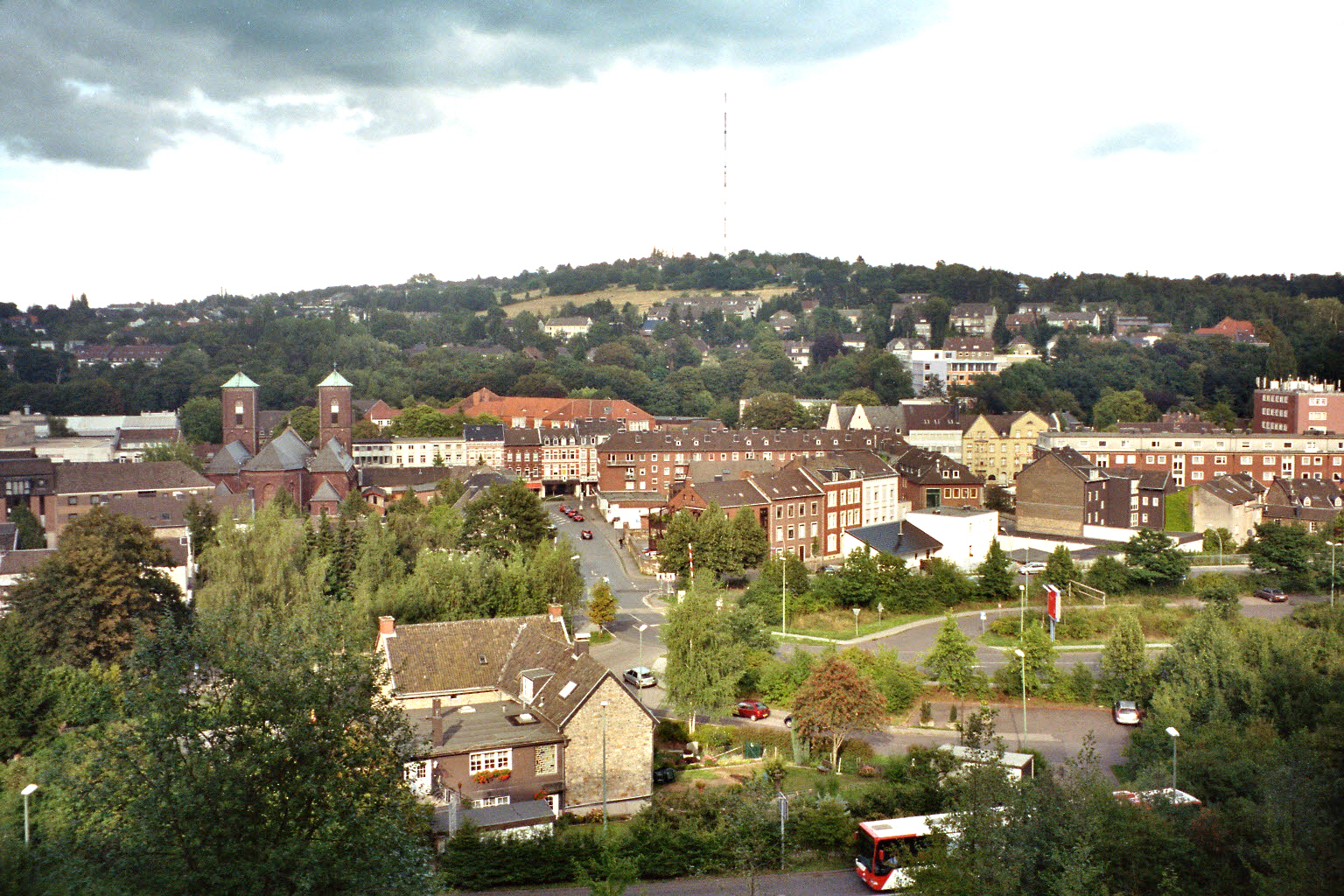
Donnerberg
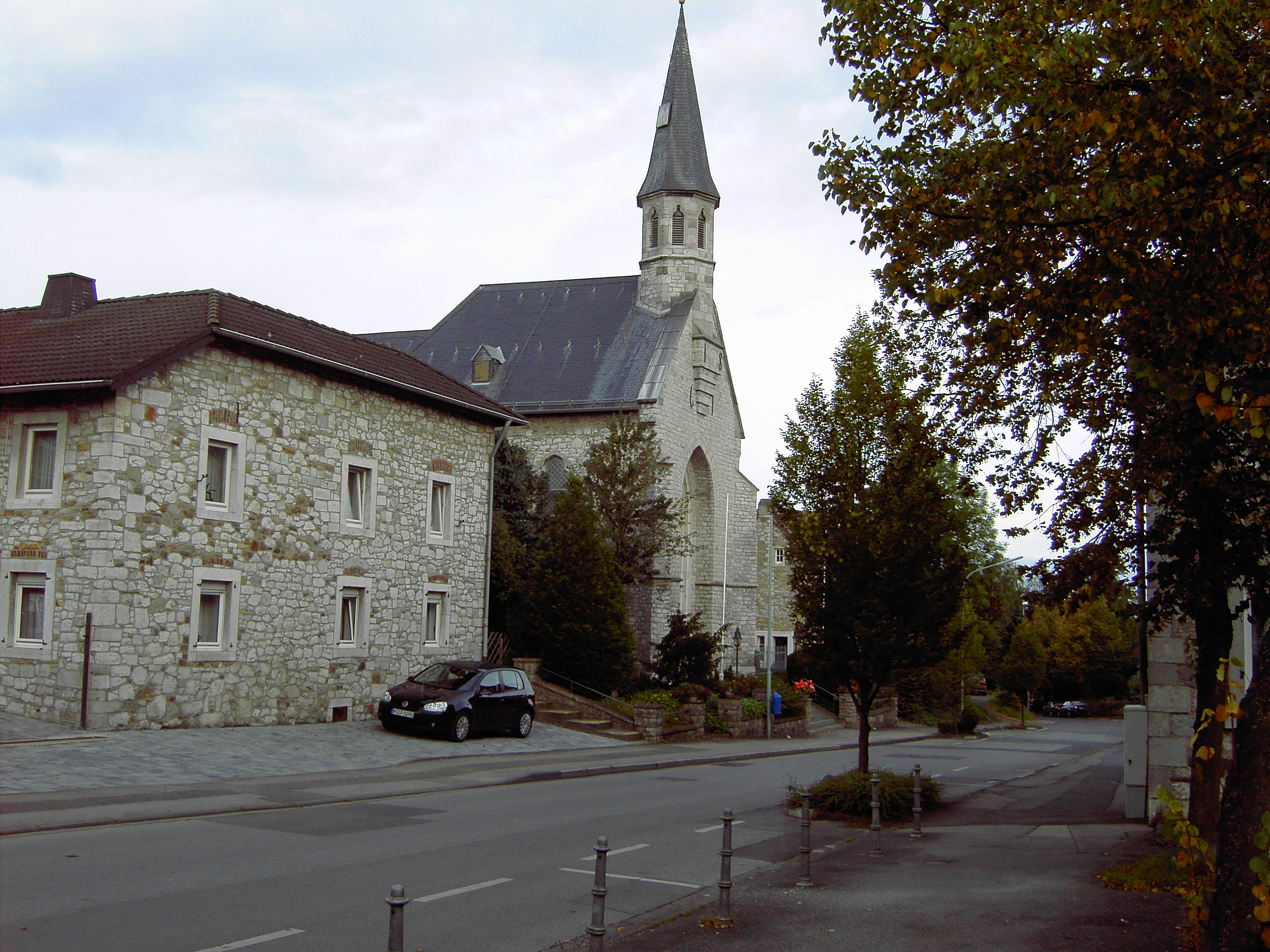
Dorff
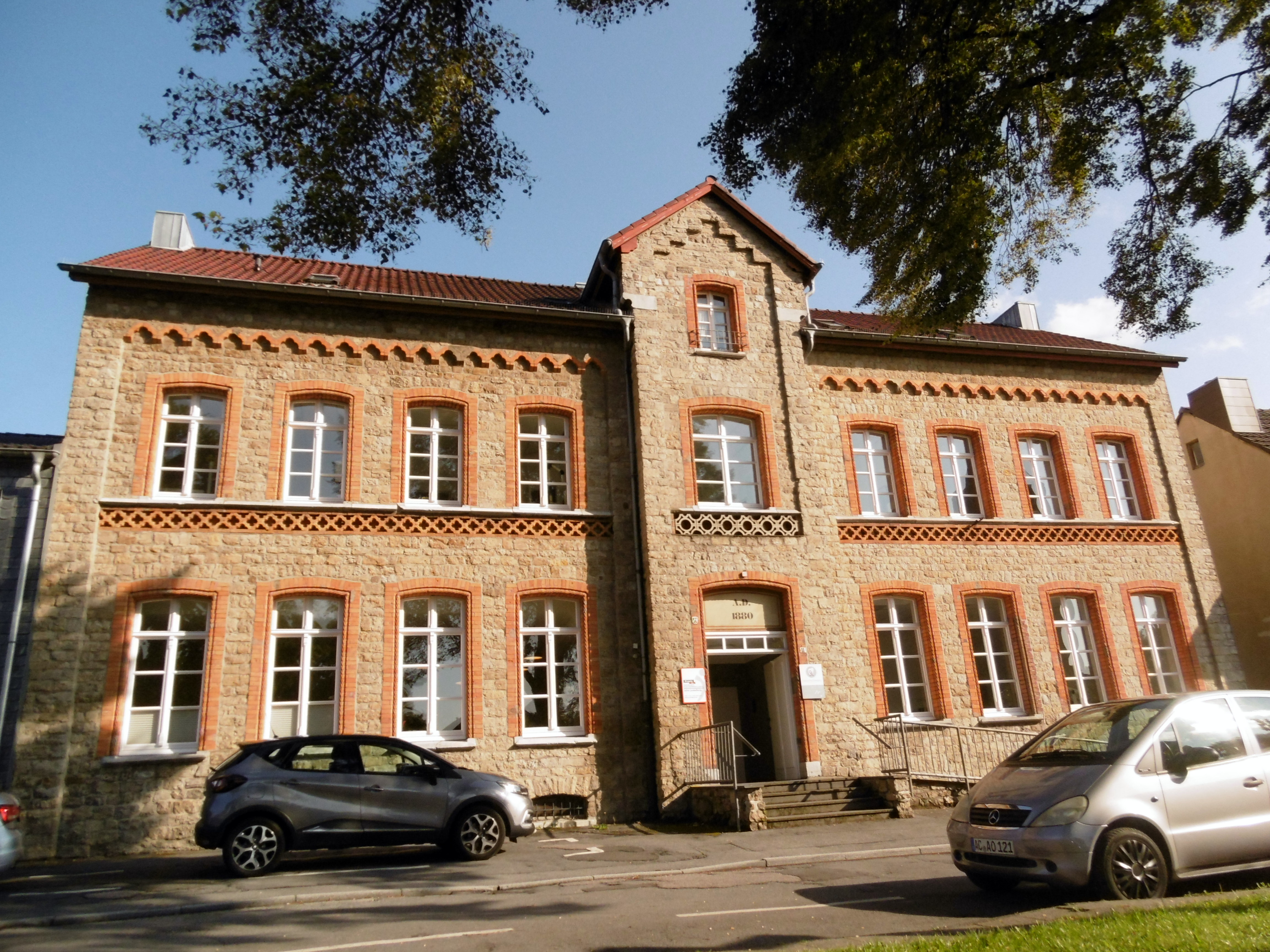
Mausbach
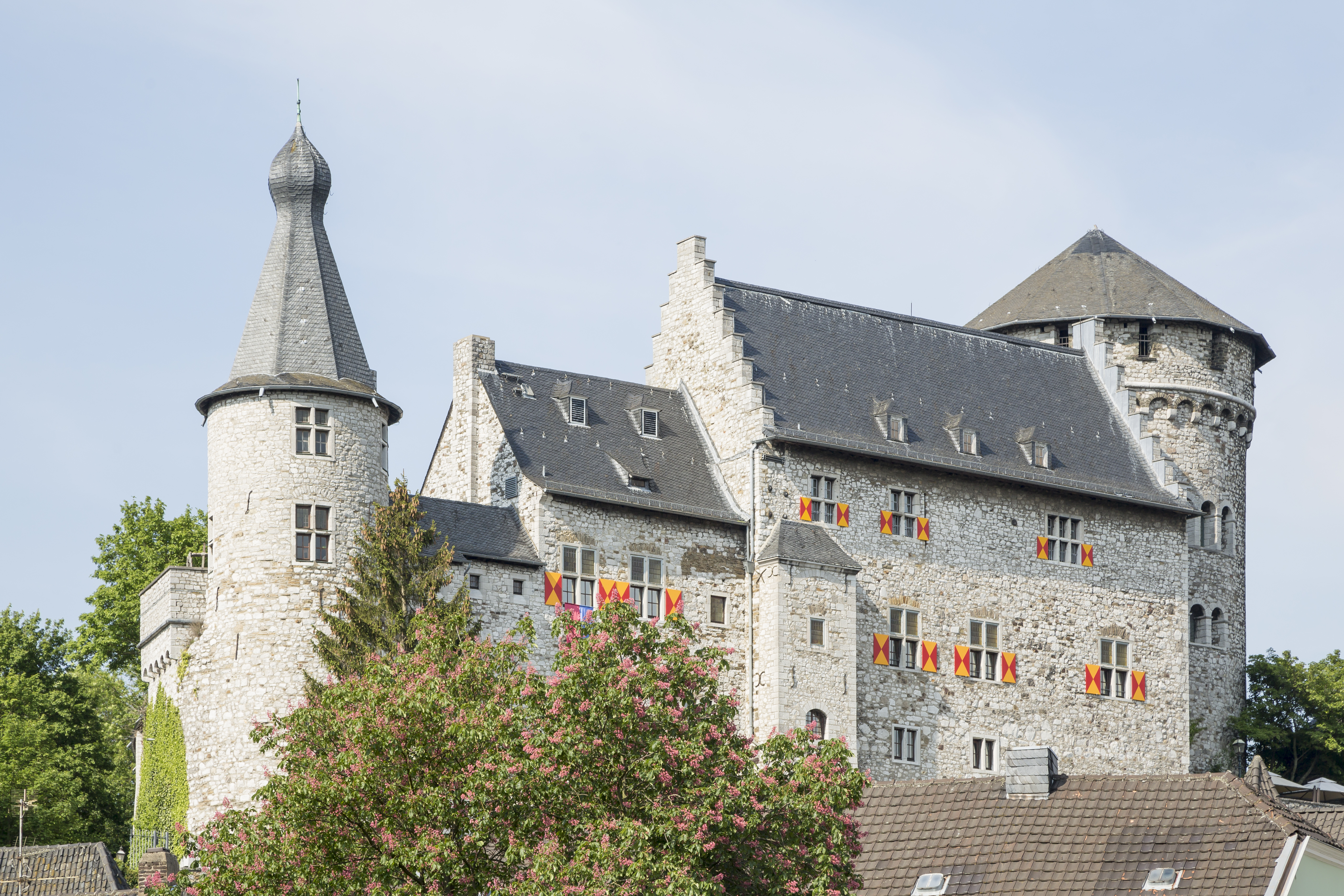
Oberstolberg
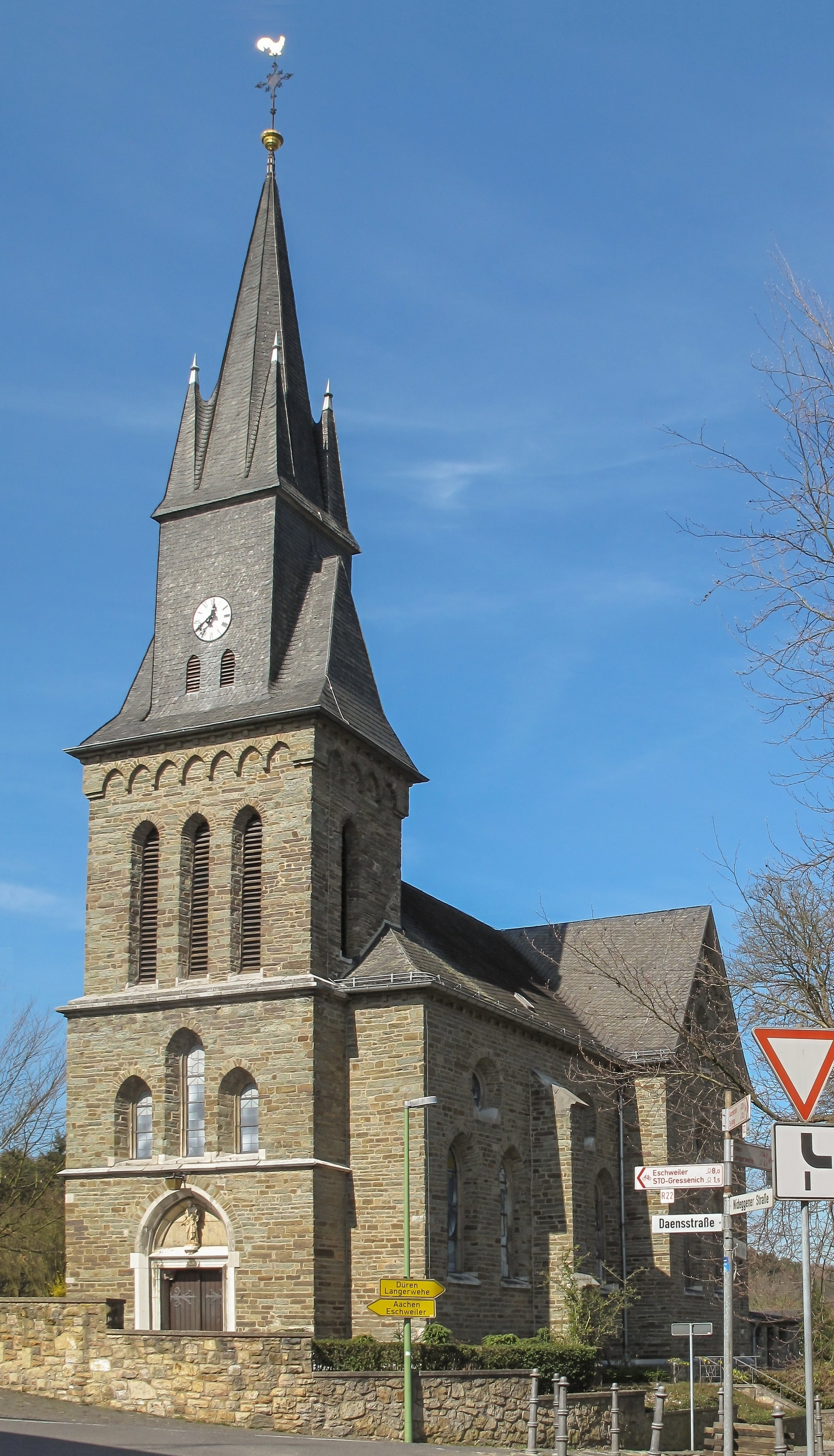
Schevenhütte
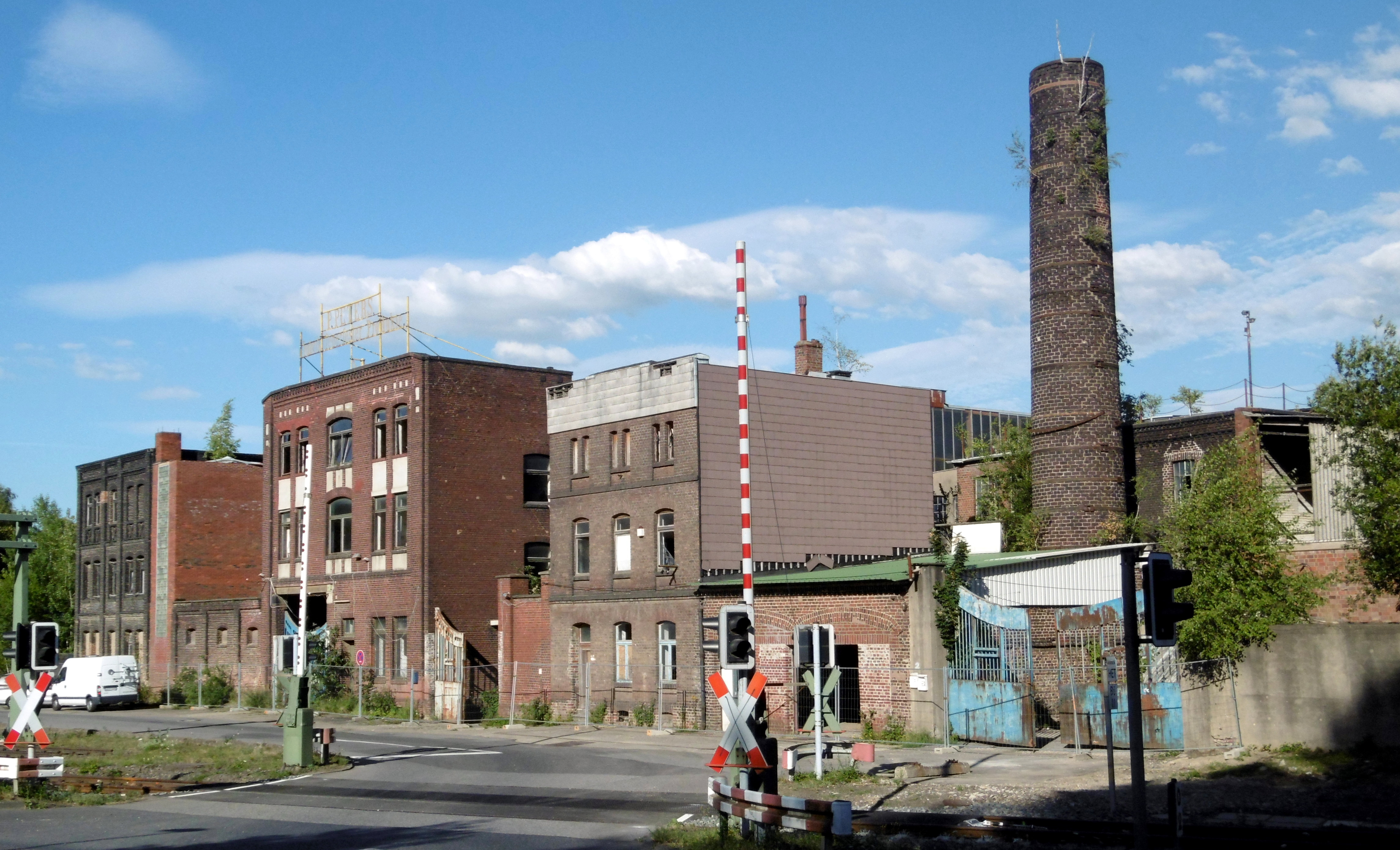
Steinfurth
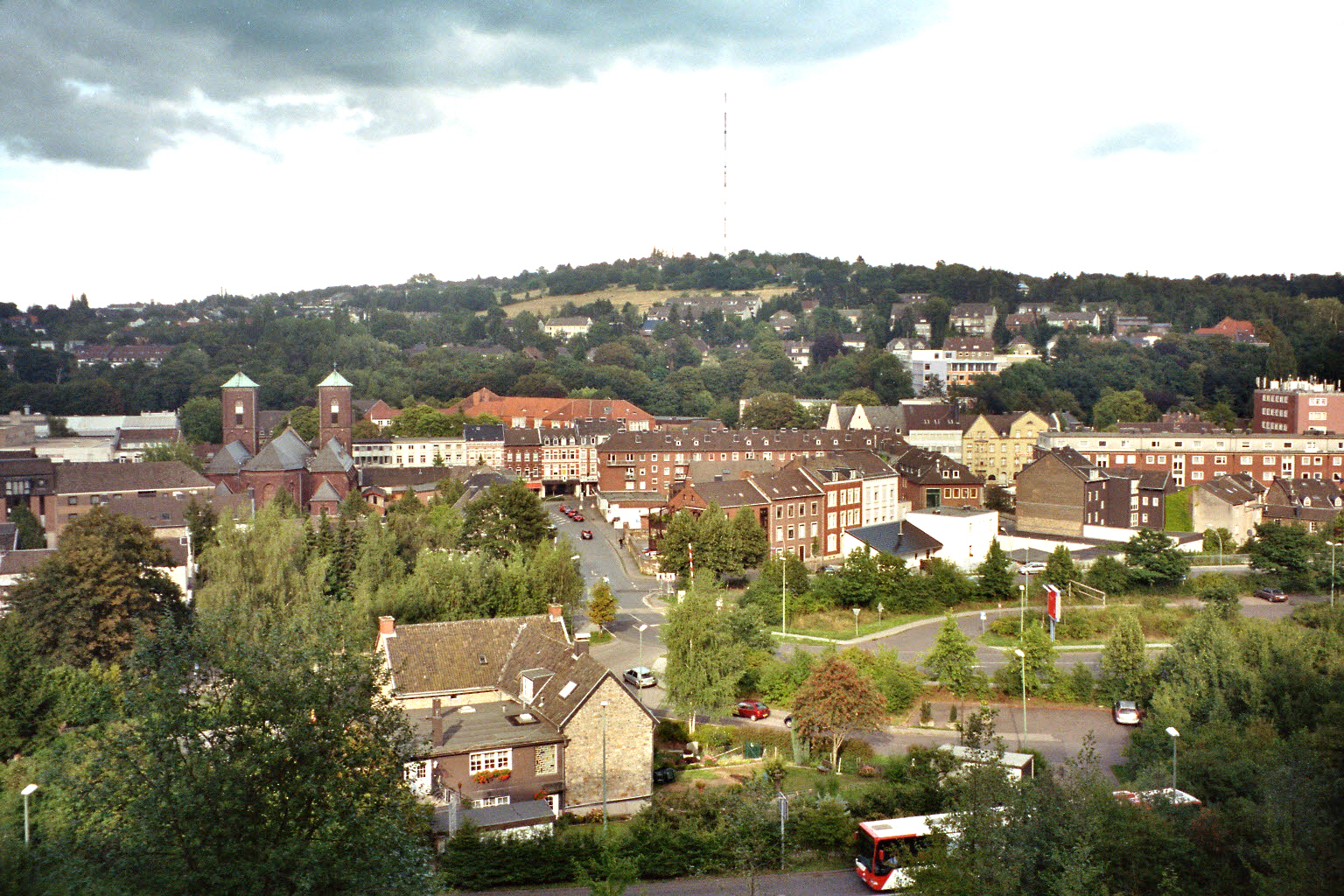
Unterstolberg
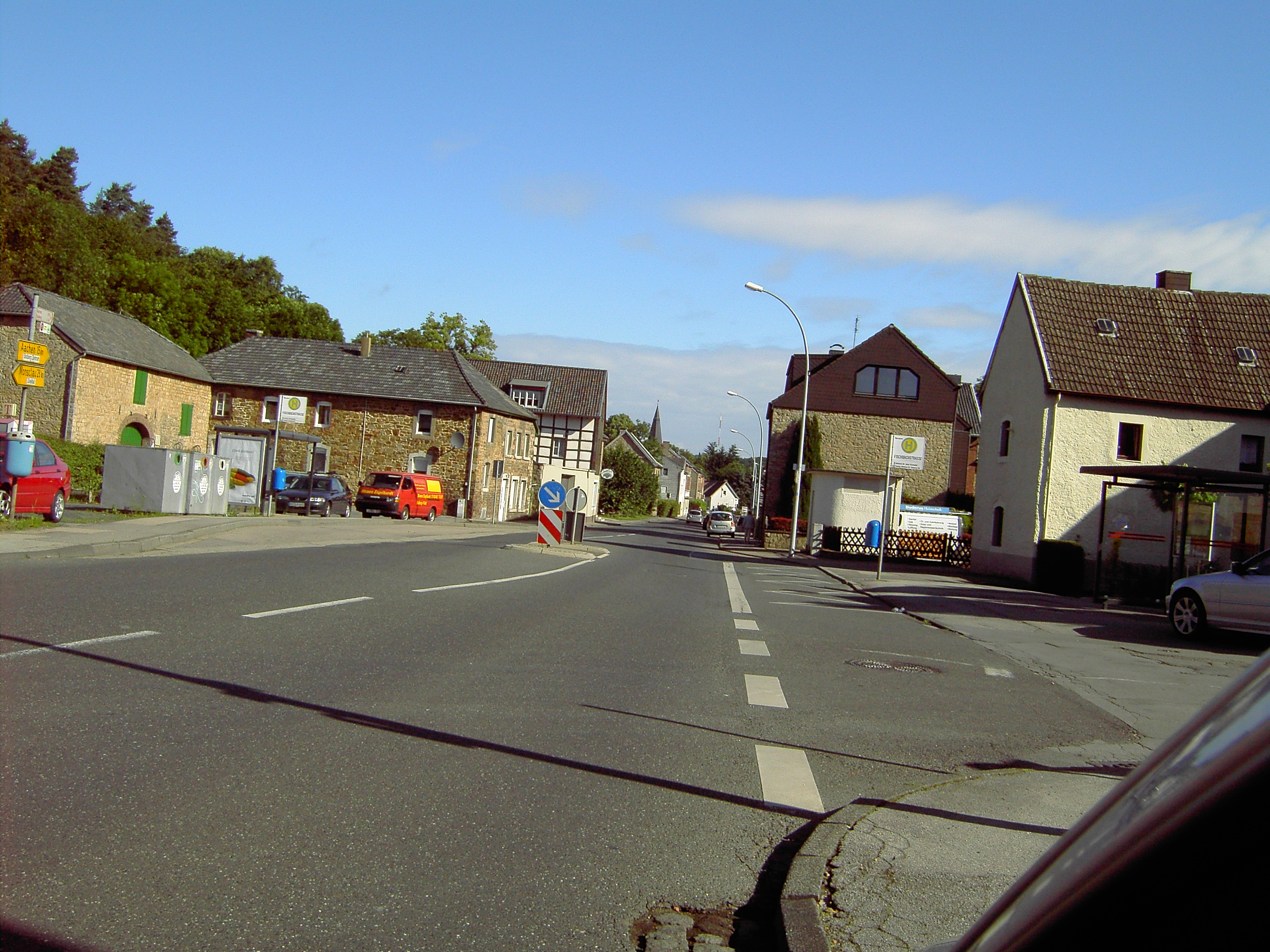
Vicht
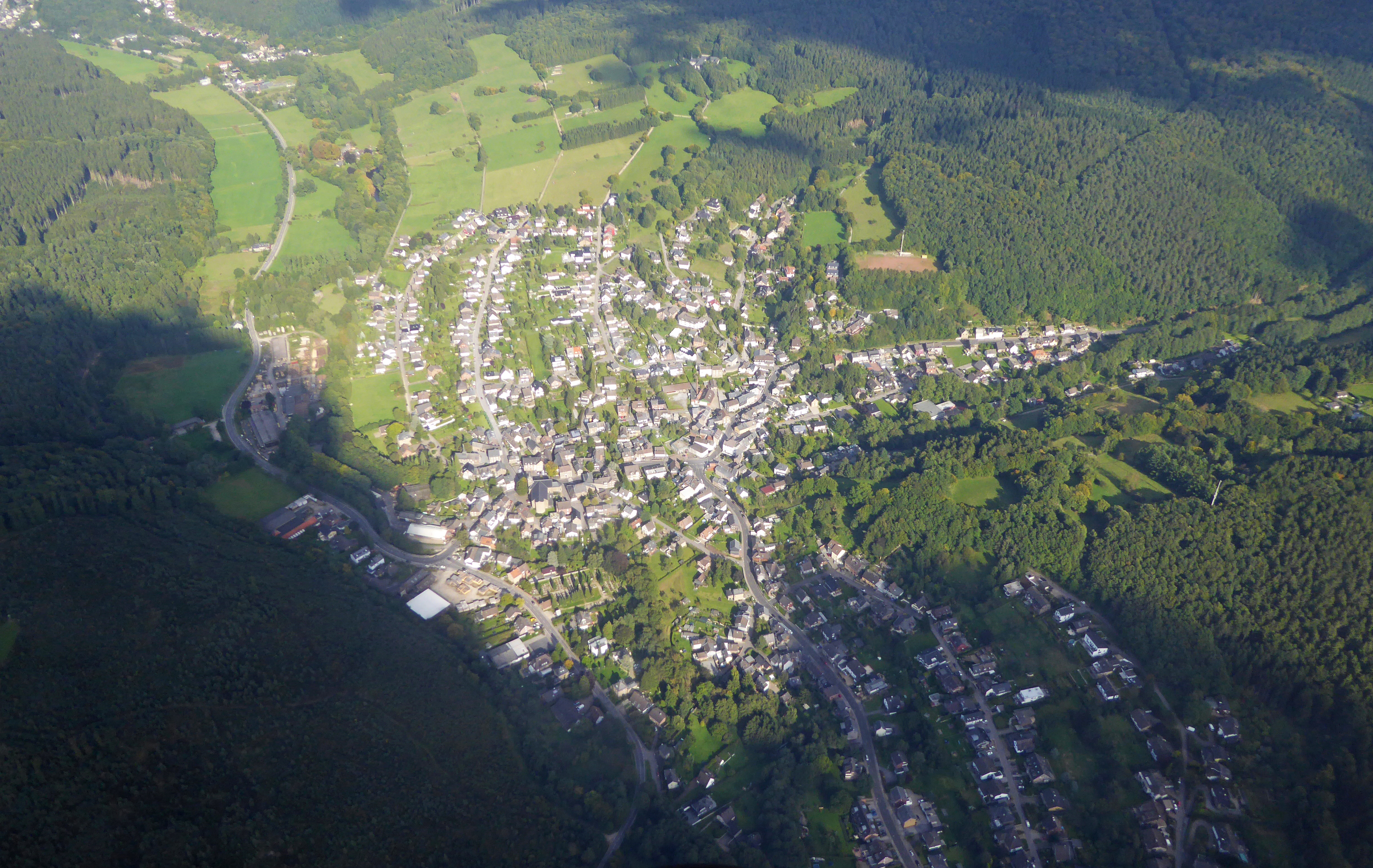
Zweifall

## Népesség
A település népességének változása:
| Lakosok száma | 56 751 | 56 792 | 56 103 | 56 455 | 56 584 |
|               | 2017   | 2019   | 2021   | 2022   | 2023   |